# 燈台鬼 (小説)
「燈台鬼」（とうだいき）は、日本の作家南條範夫による、遣唐使の父子の悲劇を描いた短編時代小説。1956年に『オール讀物』5月号に連載され、同年の第35回直木賞を受賞した。

## 概要
当時作者は、友人の勧めで書き始めた数作の小説が雑誌の懸賞に当選していたので、編集者から作品を書くよう頼まれていた。しかし経済学者としての著書も同時に執筆していたので、なかなか小説を書く時間が取れなかった。ようやく『日本金融資本論』を脱稿して時間ができたため、作者が学生時代に読んだという、平康頼『宝物集』に出てくる「灯台鬼」の説話を題材にして本作を書き上げた。また、主人公の燈台鬼（軽大臣）とその息子の弼宰相が、実在の遣唐使の小野石根・小野道麻呂父子に置き換えられている。
発表の同年、吉川英治や大佛次郎らに作家としての確実な姿勢を評価され、直木賞を受賞した。これ以降、執筆依頼が大量に増えて作家としての生活が忙しくなったため、小説を精力的に発表するきっかけともなった。のちに導入部や作品内の緊張感とともに「残酷物語を芸術表現にまで純化した」と荒正人に評価された。また以降の作者のトレードマーク「残酷時代小説」のはしりとも取れるが、本作ではむしろ主人公の破滅的性格と父子の情愛を描きたかったとも考えられる。

## あらすじ
時は唐の代宗の御世である大暦14年3月、長安の蓬莱宮において一つの事件が起きていた。日本の遣唐使小野石根が「この宴席において日本の席次が新羅より下に置かれるとは承服しがたい」と脇目もふらず叫んでいたのだ。この言葉に新羅の使者は大いに反発した。面倒と見た唐側は日本の使節の謁見を早め、すぐに都から去るようにしてしまう。
出発を間近にひかえた石根は、高階遠成とともに長安の場外を馬で散策していると、2人の後を先ほどから付けて来た謎の男達に襲われる。石根は遠成を逃し、一人でその集団に立ち向かった。彼らの言葉から新羅の人間ということが分かったが、石根は馬から突き落とされ、連れ去られそうになる。だが彼は、遠成が助けを連れて戻ってきた事に感づいた暴漢達により傍らの溝に投げ捨てられ、男達もそのまま逃亡してしまった。石根はやがて気を失う。
遣唐使の帰国後、石根はその帰路で海難事故のため死亡したと伝えられた。そして3年後、嘆き悲しむ妻の衣子のもとに帰国した遠成が訪れ「実は石根は長安で行方不明となっており、彼の名誉のために水死した事になっていた」と告げる。横で聞いていた9歳の息子の道麻呂は「ならば自分が大きくなったら遣唐使となって父を唐へ探しに行く」と幼いながらも母に毅然と申し出た。
そして二十数年後の延暦23年7月、藤原葛野麿を大使として出発する遣唐使船第二船の中に道麻呂と遠成の姿があった。長安に着いた2人はあらゆる手を使って石根の行方を捜したが、その手がかりは全くつかめず、やがて帰国の頃となった。遠成は「揚州から帰る副使の一行に加わって、そこで探してみてはどうか」と提案する。だが揚州においても、同じく少しの手がかりも得られなかった。
ついに帰国の時となり、揚州節度使陳大勉は遣唐使一行に別れの宴を催した。節度使は芸人一団を会場に呼び寄せ、一行にも何か余興を求める。若い道麻呂がその最初となり、彼は母が旅立ちの際に送ってくれた歌を切々とうたった。その時に道麻呂は、部屋の隅に置かれた大きな3つの燭台のうち、1つがわずかに動いたことに気づいた。
その後奇妙なことに、一人の役人がその燭台を鞭で打擲し始めたので呆気に取られていると、横にいた節度使の書記が「あれは燈台鬼という人間の燭台で、体を動かした為に鞭で打たれているのです」と教えられた。鞭の罰を与えられていた燈台鬼は60歳ほどの老いた男だった。その男は自分に近づいた道麻呂の顔を眺めると突如奇声を発し、自らの唇を食い破ると、したたり落ちる血を足の指でなぞり「石根」の2文字を書いた。
この燈台鬼が石根だと知った2人は、適当な口実を作りその身を譲り受け、彼を持衰扱いにして帰国船に乗り込ませた。
あの日、新羅人たちに襲われ倒れていた石根は、偶然通りかかった雑戯師に拾われた。そして声と十指を奪われ、とうとう11年前に燈台鬼へとその体を変えられ売り払われた。人には屈しえぬ性格の石根であったが、何もかもが無駄だと悟ったはただひたすら感情を無くすことに努めた。それでも夜毎に故郷の妻子が心に浮かび上がる。
ある夜、主人のもとで開かれた宴でその懐かしき祖国の歌が聞こえてきた。「この客は日本の遣唐使なのだ。助かる機会は今夜の他はない」と思わず体を動かした。だが「鬼となったこの醜い姿をどうして故郷の人に見せられよう?」と残った最後の自尊心が彼を押さえつけた。しかし彼の前に立った人物に妻の面影をはっきりと感じ自分の息子だと確信した石根は、全身に残っているあらゆる力を注いで足元の床に自分の名前を記したのだ。
船内で、かろうじて筆を使えるようになった父から全ての物語を聞いた道麻呂は張り裂けんばかりに泣いたが、反対に少しずつ穏やかさを取り戻していった石根は、ついには笑みを浮かべ「よくぞ母に似たる」と何度も書き記した。
8日目の明け方、道麻呂はただならぬ気配で目を覚ました。騒然とする甲板に出て船員に話を聞くと、持衰が今しがた海中へ身を投じたという。半狂乱となった道麻呂に、船の下方から戻ってきた遠成は、石根が書いたであろう詩が記された一枚の紙を示した。
経年流涙蓬蒿宿、遂日馳思蘭菊親。
形破他州成燈鬼、争帰旧里寄斯身。
「石根様のお心にしてみれば仕方の無かった事かもしれません」とつぶやいた遠成に、道麻呂は泣きながら小さくうなずいた。「持衰が死んだので海が荒れるぞ」と船員たちの騒ぐ声がまるで耳に入らぬかのように、2人は波が高くうねり始めた海面をひたすらに眺めていた。

## 登場人物
- 小野石根（おののいわね）

遣唐副使。剛直で狷介な性格の人物。唐の地で、見るも無残な燈台鬼へとなる。
- 小野道麻呂（おののみちまろ）

石根の息子。行方不明となった父を探すため、遣唐使の一員となり唐に渡り父を探す。
- 衣子（きぬこ）

石根の妻。
- 高階遠成（たかしなのとおなり）

石根とともに唐に渡った日本人留学生。3年間の留学後、帰国。道麻呂に付き従い、再び唐に渡る。